# 칼초 레코 1912
칼초 레코 1912(Calcio Lecco 1912 S.r.l.) 이탈리아 레코를 연고로 하는 축구단이며, 1912년에 창단되었다.

## 선수 명단

### 현역
참고: FIFA 자격 규정에 따라 소속된 국가대표팀 국기를 표시합니다. 선수는 복수의 FIFA 비회원국 국적을 가지고 있을 수 있습니다.
| 번호 | 포지션 | 국적     | 이름              |
| ---- | ------ | -------- | ----------------- |
| 9    | FW     | 세네갈   | 팔루 세네         |
| 10   | MF     | 아이티   | 크리스토퍼 아티스 |
| 18   | MF     | 튀르키예 | 테오만 귄뒤즈     |

| 번호 | 포지션 | 국적 | 이름 |
| ---- | ------ | ---- | ---- |

## 역대 감독
| 감독              | 임기        |
| ----------------- | ----------- |
| 로베르토 도나도니 | 2001 ~ 2002 |
| 에랄도 몬첼리오   | 불명        |

틀:칼초 레코 1912 선수 명단